# Israël Ier d'Otmous
Israël Ier d’Otmous ou Israyēl Ier Ot‘msec‘i (en arménien Իսրայել Ա Ոթմսեցի ; mort en 677) est catholicos de l'Église apostolique arménienne de 667 à 677.

## Biographie
Originaire d’Otmous dans la province de Vanand (région de Kars), Israël devient catholicos à la mort d’Anastase Ier d'Akori ; il exerce un catholicossat de dix ans et meurt en 677.
C’est à son époque que vivent l’illustre Anania de Shirak, Théodore Kurthenavor et Movses le Rhétoricien, évêque de Seunies, qui sont non moins célèbres. Le premier est l’auteur d’un traité contre les Mayragomiens et le second un essayiste de renom.